# リッカルド・サポナーラ
リッカルド・サポナーラ（Riccardo Saponara，1991年12月21日 - ）は、イタリア・フォルリ出身のサッカー選手。ポジションはミッドフィールダー。エラス・ヴェローナFC所属。

## 経歴

### クラブ
2008年からラヴェンナ・カルチョでプロキャリアをスタートさせ、翌年にエンポリFCに移籍した。2013年1月、ACミランへ2012-13シーズン終了後に移籍することが決定した。背番号は8番。しかしミランでは1年半で8試合の出場に留まり、カップ戦でも出場機会は訪れなかった。
2015年1月16日、出場機会を求めて古巣のエンポリFCへ買取オプション付きレンタルで移籍。2015-16シーズンには33試合に出場し5得点10アシストを記録し再び市場価値を高めた。
2017年1月28日にACFフィオレンティーナへ買取義務オプション付でレンタル移籍することが同クラブ公式サイトにて発表された。契約は2018年6月まで。
2018年8月17日にUCサンプドリアへレンタル移籍。
2020年1月22日、USレッチェにレンタル移籍した。
2021年1月5日、スペツィア・カルチョにレンタル移籍した。
2023年7月21日、エラス・ヴェローナFCに移籍した。

### 代表
イタリア代表として各年代でプレーし、UEFA U-21欧州選手権2013にも出場した。

## 人物・エピソード
- 幼少期はミラニスタで[8]、アイドルはカカだったと語っている[9]。なおミランに在籍していた2013-14シーズンにはカカとチームメイトになった。